# Dismorphia medorilla
Dismorphia medorilla är en fjärilsart som först beskrevs av William Chapman Hewitson 1877.  Dismorphia medorilla ingår i släktet Dismorphia och familjen vitfjärilar. Inga underarter finns listade i Catalogue of Life.